# كلو بيلي
كلو بيلي (بالإنجليزية: Chloe Bailey)‏ هي مغنية وممثلة أمريكية، ولدت في 1 يوليو 1998 في أتلانتا في الولايات المتحدة.

## وصلات خارجية
- كلو بيلي على موقع IMDb (الإنجليزية)
- كلو بيلي على موقع ميوزك برينز (الإنجليزية)
- كلو بيلي على موقع أول ميوزيك (الإنجليزية)
- كلو بيلي على موقع ديسكوغز (الإنجليزية)
- كلو بيلي على موقع ديسكوغز (الإنجليزية)
- كلو بيلي على موقع قاعدة بيانات الفيلم (الإنجليزية)